# Хіґасі-Хіросіма

34°25′ пн. ш. 132°44′ сх. д. / 34.417° пн. ш. 132.733° сх. д.
Хіґа́сі-Хіросі́ма (яп. 東広島市, ひがしひろしまし, МФА: [çigaɕi̥ çiɾoɕima ɕi̥]) — місто в Японії, в префектурі Хіросіма.

## Короткі відомості

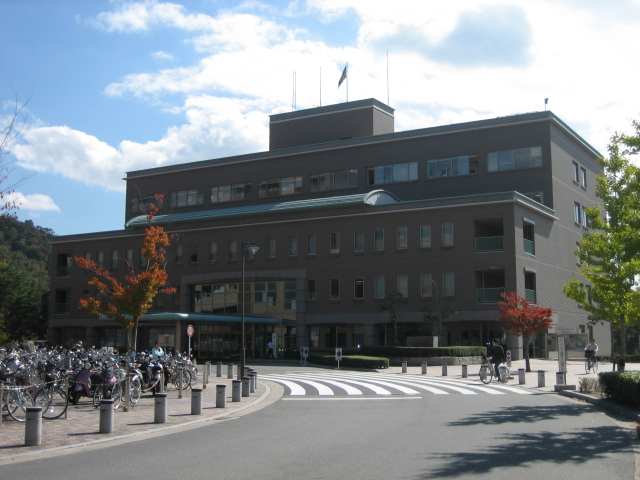
Адімінстрація Хіросімського університету.

Хіґасі-Хіросіма розташована в південно-центральній частині префектури Хіросіма, в центрі западини Сайдзьо. Місто було утворене 20 квітня 1974 року шляхом об'єднання 4 містечок повіту Камо: Сайдзьо, Хатіхоммацу, Сіва і Такая. Нова адміністративна одиниця отримала назву Хіґасі-Хіросіма — «Східна Хіросіма». 7 лютого 2005 року вона поглинула 5 сусідніх містечок: Акіцу, Куросе, Коті, Тойосака і Фукутомі.
Через Хіґасі-Хіросіму проходить головна лінія залізниці JR, лінія швидкісного потягу сінкансен, державні автошляхи № 2, № 375 та № 486. На території міста також розташовані дві транспортні розв'язки Сіва та Сайдзьо на автомагістралі Санйо.
Територія Хіґасі-Хіросіми була заселена з давніх часів. Вважається, що в 7 — 8 століттях тут знаходився адміністративний центр провінції Акі. У 780-х роках в районі Сайдзьо було споруджено буддистський монастир Кокубундзі. Через Хіґасі-Хіросіму проходив головний наземний шлях Санйо, який сполучав тогочасну японську столицю Кіото із західними землями острова Хонсю. У середньовіччі вздовж цього шляху виникли численні поселення. Головним з них було Йоккаїті — велике постояле містечко 17 — 19 століття. Після реставрації Мейдзі 1868 року на території містечка знаходилися тимчасова адміністрація нового Імператорського уряду.
Хіґасі-Хіросіма є найбільшим освітнім центром префектури Хіросіма. 1995 року до міста було переведено основні корпуси та бібліотеку державного Хіросімського університету. В Хіґасі-Хіросімі працюють також відділення Музичного університету імені Єлизавети та університету Кінкі.
Основою економіки Хіґасі-Хіросіми є сільське господарство, харчова промисловість, розробка і виробництво новітніх електротоварів. В місті діють заводи компаній Sharp та Elpida. В Хіґасі-Хіросімі розташований головний офіс агарної компанії Satake, яка імпортує сільськогосподарську продукцію та техніку в країни Південно-Східної Азії. Традиційними міськими ремеслами є виробництво саке в районі Сайдзьо та вирощування їстівних грибів мацутаке.
До основних туристичних принад Хіґасі-Хіросіми належать музей курганів Міцудзьо 5 століття, руїни середньовічного замку Каґаміяма, префектурний парк Каґаміяма, купецька садиба Кіхара в районі Такаї, ставок Мінаґа тощо.
Станом на 1 жовтня 2007 площа міста становила 635,32 км². Станом на 1 червня 2011 населення міста становило 190 316 осіб.

## Освіта
- Хіросімський університет (головний кампус)